# NGC 7465
NGC 7465 је спирална галаксија у сазвежђу Пегаз која се налази на NGC листи објеката дубоког неба.
Деклинација објекта је + 15° 57' 55" а ректасцензија 23h 2m 0,9s. Привидна величина (магнитуда) објекта NGC 7465 износи 12,3 а фотографска магнитуда 13,3. Налази се на удаљености од 27,2000 милиона парсека од Сунца. NGC 7465 је још познат и под ознакама UGC 12317, MCG 3-58-24, MK 313, IRAS 22595+1541, CGCG 453-50, PRC D-42, KUG 2259+156, PGC 70295.